# Palaemnema baltodanoi
Palaemnema baltodanoi is een libellensoort uit de familie van de Platystictidae, onderorde juffers (Zygoptera).
De soort staat op de Rode Lijst van de IUCN als bedreigd, beoordelingsjaar 2006. De soort is enkel gekend van twee locaties in Costa Rica en heeft een geschat verspreidingsgebied van minder dan 1.000 km2, dat gedeeltelijk ontbost is.
De wetenschappelijke naam van de soort is voor het eerst geldig gepubliceerd in 1989 door Stephen J. Brooks. Hij verzamelde het holotype in 1988 in het Nationaal park Guanacaste in het noordwesten van Costa Rica, op de vulcaan Cacao op 1100 m hoogte.